# Gitanjali

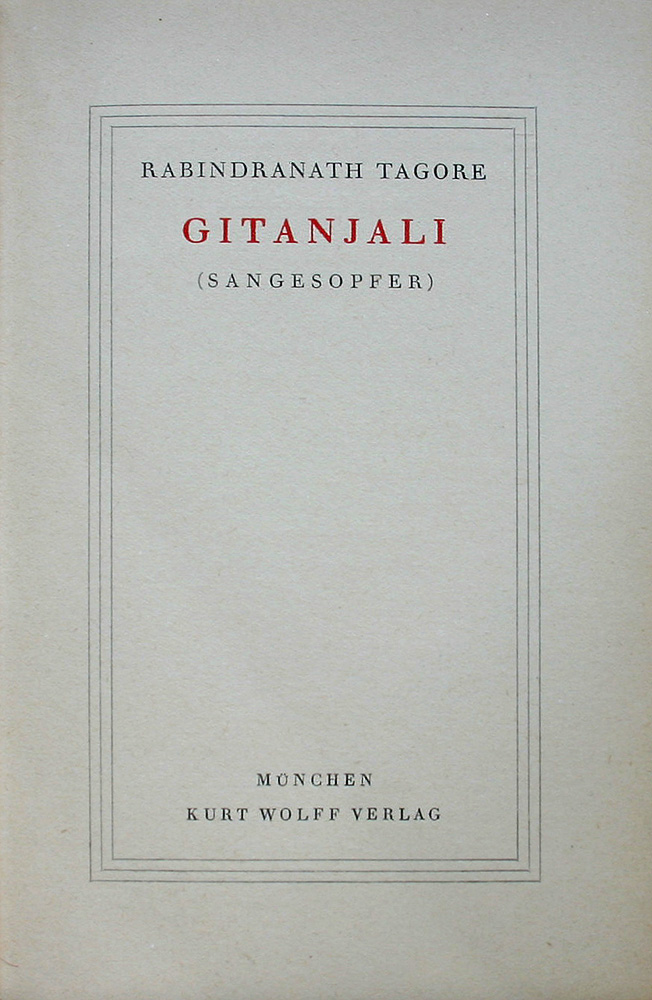
Cover (1921)

 Gitanjali ist eine Sammlung von Gedichten des  bengalischen Dichters Rabindranath Tagore. Tagore erhielt vor allem für dieses Buch den Nobelpreis für Literatur. Gitanjali gehört auch zur UNESCO-Sammlung repräsentativer Werke.

## Geschichte
Die ursprüngliche bengalische Sammlung von mehr als hundert Gedichten wurde am 14. August 1910 erstmals veröffentlicht. Im November 1912 wurden von der India Society of London Tagores Gedichte in seiner eigenen englischen Übersetzung veröffentlicht. 1913 wurde Tagore der erste Nicht-Europäer, der den Nobelpreis für Literatur gewann, vor allem für die englische Übersetzung der Gitanjali.